# Post-supersessionisme
Post-supersessionisme (ook: postsupersessionisme) is een stroming binnen de theologie die het christelijke denken wil vernieuwen, in het bijzonder aangaande de Kerk en haar relatie tot het verbond tussen God en het volk Israël, en tot dit volk zelf.

## Etymologie
Het woord post-supersessionisme bestaat uit twee delen, het Latijnse ‘post’, en ‘supersessionisme’. ‘Post’ betekent ‘na’ of ‘voorbij’, supersessionisme is een ander woord voor vervangingsdenken.

## Achtergrond

### Supersessionisme (vervangingstheologie)
Supersessionisme is de wetenschappelijke term voor de vervangingstheologie. Dit is de stroming die eeuwenlang de dominante visie geweest is in het christendom. Het uitgangspunt voor de manier waarop in deze stroming de Bijbel geïnterpreteerd wordt is dat de Kerk de plaats van Israël ingenomen heeft, als het volk van God in het Nieuwe Verbond dat door de dood van Jezus Christus gesloten en bekrachtigd zou zijn. Dit theologisch uitgangspunt heeft in combinatie met bestaande anti-Joodse sentimenten geleid tot minachting van het Joodse volk. Dat zou immers massaal Jezus hebben afgewezen. Uiteindelijk leidde dit tot talrijke anti-Joodse maatregelen door kerkelijke en wereldlijke leiders. Vanaf de middeleeuwen leidde het kerkelijke anti-Joodse denken regelmatig tot geweld, en tot verankering van antisemitisme in de Europese cultuur. Het dieptepunt was de Sjoa, de massale genocide op de Joden in de Tweede Wereldoorlog.
Tijdens en na deze periode werden steeds vaker vraagtekens geplaatst bij het traditionele christelijke onderwijs over de Joden. De Frans-Joodse historicus Jules Isaac kwam na uitvoerig onderzoek tot de conclusie dat de Sjoa niet mogelijk was geweest zonder de christelijke theologie. Ook concludeerde hij dat deze theologie stelselmatig afweek van de Bijbel waar het het Joodse volk betrof. Dit bracht hem in 1947 tot een voorstel van 18 punten waarin rectificatie van de kerkelijke leer vereist was. De Conferentie van Seelisberg was het begin van een beweging om deze rectificatie tot stand te brengen. Tijdens het Tweede Vaticaans Concilie gebeurde dit ook daadwerkelijk, toen de Rooms-Katholieke kerk haar leer ten aanzien van de Joden volledig herzag in Nostra Ætate.

### Alternatieven voor het supersessionisme
Tegenwoordig overheerst in de theologie het non-supersessionisme. Daarmee wordt bedoeld dat de vervangingstheologie formeel wordt verworpen. Er zijn bijna geen kerken meer te vinden die officieel leren dat zij de plaats van Israël hebben in genomen, of dat het verbond tussen Israël en God verleden tijd is. Over wat het Nieuwe Testament wel leert lopen de meningen uiteen.
Een populair alternatief in met name evangelische kringen is de bedelingenleer. Daarin blijft Israël Gods volk, maar voor hen is er in het huidige tijdperk (bedeling) geen rol weggelegd. Wel zou Israël in de toekomst opnieuw een rol in Gods heilsplan kunnen spelen.
Een tweede alternatief is de twee-wegenleer. Daarin blijft Israël Gods volk, maar daarnaast is er een nieuw volk bijgekomen van niet-Joodse gelovigen. Zij worden de Kerk genoemd.
Het populairste alternatief is de zogenaamde vervullingstheologie. De belangrijkste vertegenwoordiger van deze stroming is N. T. Wright. Hierin wordt geleerd dat het verbond van God met Israël is voortgezet in Jezus, als belichaming van Israël, en in de Kerk. Israël wordt volgens aanhangers van deze stroming opnieuw gedefinieerd door Paulus. Het Joodse volk houdt een speciale status vanwege hun verleden. Maar zij kunnen slechts deelhebben aan het Nieuwe Verbond en lid blijven van Gods volk wanneer zij Jezus erkennen als Messias. Wanneer zij dat niet doen zijn zij niet anders dan de andere volken. Een milde variant van deze stroming is populair onder christenen die de Staat Israël steunen. Zij geloven dat Israël nog altijd Gods volk is, maar dat zij aan het einde der tijden massaal tot geloof in Jezus zal komen. Evangelisatie onder Joden blijft dan ook extreem belangrijk, omdat zij alleen wanneer ze geloven in Jezus eeuwig leven zullen hebben. Joden die niet in Jezus geloven hebben veel wijsheid en hebben een bijzondere relatie met God, maar toch zullen zij uiteindelijk verloren gaan.

## Post-supersessionisme (historische ontwikkeling)
In navolging van Jules Isaac gingen ook niet-Joodse christenen vragen stellen over het traditionele christelijke verhaal. De Zweedse theoloog Krister Stendahl kwam tot de conclusie dat Paulus te veel geïnterpreteerd werd door de lens van Luther en Augustinus, terwijl hij in werkelijkheid een trotse Jood was zonder enige wroeging over zijn verleden. Hij pleitte dan ook voor een uitleg van het Nieuwe Testament met oog voor de oorspronkelijke Joodse context waarin de boeken geschreven zijn.
In Stendahls kielzog ontstond de Tweede Zoektocht naar de Historische Jezus. Zij probeerden op basis van historisch onderzoek een completer en juister beeld van Jezus te krijgen, in zijn 1e-eeuwse Joodse context.
In 1977 zette de publicatie van E. P. Sanders’ Paul and Palestinian Judaism de Derde Zoektocht naar de Historische Jezus in gang, waarbij nadrukkelijker aandacht was voor het Jodendom in de 1e eeuw AD en de invloed daarvan op het denken van de vroege kerk. John Howard Yoder leverde ook een belangrijke bijdrage aan de verdere herziening van het beeld van de eerste volgelingen van Jezus en hun uitleg van het evangelie in zijn boek The Politics of Jesus.
De Derde Zoektocht mondde uit in wat tegenwoordig het Nieuwe Perspectief op Paulus genoemd wordt. Daarin wordt ook de Joodse identiteit van Paulus volmondig erkend, net als het Joodse karakter van zijn brieven. Alle teksten van het Nieuwe Testament worden gelezen als Joodse teksten. Een variant hierop is het Radicale Nieuwe Perspectief, dat stelt dat Paulus zich zelfs nooit bekeerd heeft tot een ander geloof, maar slechts het hem bekende Joodse geloof verkondigde aan niet-Joden. De komst van Jezus zag hij als een aansporing om werk te maken van deze verkondiging, omdat het Messiaanse tijdperk aanstaande zou zijn. Een belangrijke vertegenwoordiger van deze variant is Pamela Eisenbaum.
Post-supersessionisme bouwt hierop voort en laat zich mede inspireren door de sterke opleving van de Messiaans-Joodse beweging. Deze beweging bestaat uit Joden die geloven in Jezus als Messias, en tegelijkertijd willen vasthouden aan hun Joodse identiteit. Zij zien hun Joods-zijn als een onmisbaar onderdeel van hun identiteit als volgeling van Jezus, en zoeken aansluiting bij het reguliere (niet-Messiaanse) Jodendom. De belangrijkste theoloog van deze beweging, en een prominente uitdrager van het post-supersessionisme, is Mark Kinzer.

## Definities van Post-supersessionisme
Post-supersessionisme streeft dus naar een theologie 'voorbij' het vervangingsdenken. In de woorden van de Jules Isaac Stichting, die het post-supersessionistische gedachtegoed wil bevorderen in Nederland, staat post-supersessionisme voor
een theologische benadering die het vervangingsdenken niet alleen afwijst maar actief streeft naar de ontwikkeling van een vernieuwde christelijke theologie die zich werkelijk heeft weten te ontdoen van het klassieke vervangingsdenken. Het vervangingsdenken voorbij dus.
De term post-supersessionisme is in jaren na de 2000 ontstaan in Amerikaanse theologische kringen. In 2005 wordt de term opgenomen in A dictionary of Jewish-Christian relations, met een artikel van Kendall Soulen.

In 2018 wordt de Society for Post-Supersessionist Theology opgericht om deze stroming een gezicht te geven en om wetenschappers die zich hiermee bezig houden te verenigen. Zij definiëren post-supersessionisme als
een familie van theologische perspectieven die God’s onherroepelijke verbond met het Joodse volk bevestigen als een centraal en coherent onderdeel van het kerkelijk onderwijs.
Zij geven vervolgens drie punten waarop het post-supersessionisme het traditionele christelijke denken wil vernieuwen. Een post-supersessionistische theologie is een theologie waarin plaats is voor: 1) Gods verbond met het Joodse volk, 2) de Thora als kenmerk van de Joodse gemeenschappelijke identiteit (voor zowel reguliere Joden als voor Joodse volgelingen van Jezus), 3) het Joodse volk als onderscheiden gemeenschap. De Society for Post-Supersessionist Theology stimuleert ook onderzoek naar de implicaties hiervan voor andere thema’s.
Daarnaast streeft het post-supersessionisme ernaar om vast te houden aan de christologische kernpunten (namelijk dat Jezus de Messias is, de incarnatie, en de goddelijkheid van Jezus), aan de ekklesia (de beweging van volgelingen van Jezus) als gemeenschap van Joden en niet-Joden verenigd in de Messias; en aan het Joodse denken en de Joodse traditie als uiting van verbondenheid van de ekklesia met Joodse volk als geheel.
In een wetenschappelijke studie naar post-supersessionistische theologie wordt post-supersessionisme gedefinieerd als een interpretatiemethode van het Nieuwe Testament die het Joodse karakter van de apostolische geschriften serieus neemt, en als doel heeft om de zonde van de vervangingstheologie te corrigeren. Het negeren van de Joodse identiteit van de hoofdrolspelers en van de teksten zou tot ernstige misstanden leiden. Hij voegt eraan toe dat vervangingsdenken zowel bewust als onbewust kan zijn, en dat het Joodse karakter van het evangelie en de vroege Jezus-beweging niet zozeer te maken hebben met etniciteit, maar met overtuigingen en gebruiken. Volgens hem zijn er vier kenmerken van het post-supersessionisme.
1. Gods verbondsrelatie met het Joodse volk (Israël) is ook in het heden en in de toekomst van kracht.
2. Israël speelt een aparte rol en heeft prioriteit in Gods verlossingswerk door Jezus als Messias.
3. Omwille van Gods ontwerp en roeping wordt er een blijvend onderscheid gemaakt tussen Joden en niet-Joden in de Kerk.
4. Voor Joden wordt dat onderscheid zichtbaar in de naleving van de Thora als uiting van trouw aan het verbond met de God van Israël en aan Jezus de Messias.